# Gheorghe C. Tabacovici
Gheorghe Christofor Tabacovici (n. 19 aprilie 1870, București, România – d. 6 decembrie 1947, București, România) a fost un jurist român, magistrat și profesor de drept civil. A fost unul dintre primii profesori universitari de drept civil din România. Tratatul sǎu Prime elemente de drept civil a fost o lucrare de bază în pregătirea multor generații de studenți ai Facultății de Drept a Universitǎții din Iași.

## Biografie
Născut la București, urmează cursurile liceului „Matei Basarab”, absolvind examenul de bacalaureat în 1889. Obține licența în drept la Universitatea din Berlin în 1893, apoi devine doctor în drept al Universității din Paris, cu dizertația: La legislation internationale du travail.
Întors în țară, va ocupa succesiv funcțiile de procuror (1898), apoi judecător de ocol și instrucție (1901). În același timp, ocupă postul de profesor suplinitor la Facultatea de drept din București. Transferat la Facultatea Juridică a Universității din Iași, va activa neîntrerupt între 1905-1932, apoi încă un an, în 1940.   Aici, devine profesor titular al Catedrei de drept civil (1910). Este de menționat că, în 1907 a reușit să-l devanseze pe marele jurist și diplomat Nicolae Titulescu la concursul de titularizare la catedra de drept a Universității din București   .
A ținut cursuri de Drept civil, Istoria dreptului românesc și Istoria dreptului vechi românesc. A fost unul dintre inițiatorii înființării Catedrei de Enciclopedia dreptului. Succesiv, a fost prodecan, apoi decan al Facultății de drept ieșene.
Gh.Tabacovici a fost unul dintre specialiștii Consiliului Legislativ interbelic.
A fost căsătorit cu Maria Tabacovici și a avut 3 copii: Maria Cristina (1896-1981), căsătorită cu avocatul Dimitrie Mavrodin, Gheorghe Tabacovici (1900-1960), doctor în drept al Universității din Liege, și Napoleon Tabacovici. Se stinge din viață la București, pe 6 decembrie 1947.

## Lucrări publicate
A fost autorul unor importante tratate de drept, dintre care se evidențiază:
- La Legislation internationale du travail, Imp. Constant Laguerre, Bar Le Duc (1896)
- Despre noțiunea retroactivității legilor, Institutul de arte grafice C.Sfetea (1901)
- Elemente de drept civil român, Institutul de arte grafice C. Sfetea  (1905)
- Prime elemente de drept civil, Institutul de arte grafice C.Sfetea (3 volume):
- volumul I : Titlul preliminar.Persoanele și Bunurile (1910)
- volumul II: Despre diferitele moduri în care se dobândește proprietatea (1912)
- volumul III: Despre diverse moduri prin care se dobândește proprietatea Cartea III (1915) /